# Xysyl
Die turksprachigen Xysyl, Xyzyl oder auch Kyzyl (Kysyler; chakass. Хызыл, ISO-Transliteration Hyzyl) sind eine Gruppe der heute als Chakassen bezeichneten Bevölkerung in Chakassien (Süd-Sibirien). Wegen ihrer Sprache gehören sie heute zu den Turkvölkern. Der Xysyl-Dialekt des Chakassischen ähnelt dem Melet-Dialekt der verwandten Tschulymischen Sprache, weshalb die "Melezker Tataren" (Tschulymer) zeitweise als Untergruppe der Xysyl bzw. der Chakassen angesehen wurden.
Der Name Xysyl leitet sich vom alttürkischen kyzyl (vergleiche türkisch: kızıl) ab und hat die Bedeutung „rot“ bzw. „die Roten“.